# ویولن‌زن روی بام
ویولن‌زن روی بام (انگلیسی: Fiddler on the Roof) عنوانِ یک تئاتر موزیکال مشهور است که آهنگ آن را جری باک ساخته و اشعارش را شلدان هارنیک بر پایهٔ نمایش‌نامه‌ای از جوزف استاین، سروده‌است.
موضوع این نمایش‌نامه دربارهٔ زندگی مردی شیرفروش و خانواده‌اش در قلمروی اسکان در سال ۱۹۰۵ میلادی در امپراتوری روسیه است.
این نمایش‌نامه بر پایهٔ کتابی به نام «تِـویا و دخترانش» اثر شولوم علیخم نگاشته شده‌است.